# Вильдгрубе, Леонид Сергеевич
Леонид Сергеевич Вильдгрубе (1908—1987) — советский учёный в области вертолётостроения и аэродинамики, доктор технических наук, профессор.

## Биография
Родился 27 апреля 1908 г. в Санкт-Петербурге в семье служащих. Окончил физико-математический факультет ЛГУ по специальности аэромеханика (1932).

### Научная работа
По распределению направлен в самолётную секцию Ленинградского НИИ ГВФ. По совместительству преподавал в Ленинградском политехническом институте.
В 1936—1937 годах в научно-исследовательском отделе НИИ ГВФ под руководством Ю. В. Домрачева и Л. С. Вильдгрубе был спроектирован и построен планерлет ЛИГ-6 (ЛЕМ-3), но вскоре он был разбит при вынужденной посадке в перелете Ленинград-Москва.
В июле 1937 г. арестован, находился под следствием до сентября 1939 г., освобождён в связи с прекращением дела.
Работал инженером на авиационном заводе, который в июле 1941 г. был эвакуирован в Чкалов (Оренбург).
В ноябре 1943 года переведён в Москву в ОКБ А. С. Яковлева, вошёл в состав вертолётной группы, где прорабатывал вопросы аэродинамики и конструкции лопастей несущих винтов.
С ноября 1947 г. по совместительству работал в ЦАГИ. В ноябре 1948 г. уволился из ОКБ Яковлева и возглавил отдел (сектор) аэродинамики вертолёта в НИО-5 ЦАГИ. В декабре 1986 г. по состоянию здоровья ушёл с должности начальника сектора, работал ведущим научным сотрудником по совместительству.
Кандидат технических наук (1948), старший научный сотрудник (1949), доцент (1956), доктор технических наук (1960), профессор (1962). Работал в области увеличения максимальных скоростей полёта вертолётов и улучшения их управляемости. В результате предложенных им усовершенствований удалось увеличить скорость полёта примерно на 50 км/ч.
С ноября 1948 по июнь 1979 г. преподавал в МАИ, читал лекции по аэродинамике.

### Смерть

Могила Леонида Вильдгрубе на Быковском кладбище в Жуковском

Леонид Сергеевич Вильдгрубе умер 17 июня 1987 года, похоронен на Быковском кладбище в г. Жуковском.

## Награды и звания
- Орден Красной Звезды
- Лауреат премии имени Н. Е. Жуковского (первой степени)